# Eustazio (prefetto del pretorio)
Eustazio (latino: Eustathius; fl. 505-506) è stato un politico e senatore romano della tarda antichità.
Fu Prefetto del pretorio d'Oriente tra il 505 e il 506.